# سابسپ
سابسپ (به پرتغالی: Sabesp) شرکت آب و مدیریت پسماند برزیلی است، که در زمینه تصفیه آب، دفع پساب و ارائه کلیه خدمات مرتبط با فرایند مدیریت پسماند، شامل جمع‌آوری، پردازش، بازیافت یا دفع و انهدام زباله‌ها و مواد زاید، برای بخش‌های مسکونی، تجاری و صنعتی فعالیت می‌نماید. این شرکت هم‌اکنون نهمین شرکت بزرگ آب جهان است.
شرکت سابسپ در سال ۱۹۷۳ راه‌اندازی شد و امروزه به‌عنوان بزرگترین شرکت مدیریت پسماند جهان محسوب می‌شود. بخش عمده سهام این شرکت متعلق به ایالت سائوپائولو می‌باشد و در حال حاضر دارای عملیات در کشورهای اسپانیا، پرتغال، کاستاریکا، ایالات متحده آمریکا و اسرائیل می‌باشد.
دفتر مرکزی این شرکت در شهر سائوپائولو، برزیل قرار دارد و بخشی از سهام آن در بازارهای بورس نیویورک و بورس سائوپائولو معامله می‌شود.